# Media w Wałbrzychu
Media w Wałbrzychu

## Radio
- RMF MAXXX Dolny Śląsk (dawniej RMF MAXXX Wałbrzych)
  - Stacja powstała z przekształcenia lokalnego Radia BRW 101.1 FM nadającego z podwałbrzyskiego Szczawna-Zdroju.
  - Od 30 października 2009 r. Radio RMF MAXXX Dolny Śląsk nadaje także w Kłodzku, na częstotliwości 99,5 MHz[1].
  - Siedziba RMF MAXXX Dolny Śląsk znajduje się w Wałbrzychu przy ul. Słowackiego

- Radio Złote Przeboje 91,8 FM
  - Stacja powstała z przekształcenia Twojego Radia Wałbrzych
  - Wiadomości Radia Złote Przeboje ukazują się również w internecie na stronach portalu Nasz Wałbrzych[2].

- Radio Wrocław SA
  - Radio Wrocław posiada swoją redakcję w Wałbrzychu przy ulicy Ludowej 1c[3]. W Wałbrzychu nadaje na częstotliwości 95,5 MHz.

## Prasa
- Tygodnik Wałbrzyski
- Nowe Wiadomości Wałbrzyskie
- Słowo Polskie Gazeta Wrocławska co wtorek (od 3 kwietnia 2007) wychodzi ze specjalnym bezpłatnym dodatkiem regionalnym, „Panoramą Wałbrzyską”. Opisywane są tam tematy z Dzierżoniowa, Kłodzka, Świdnicy, Wałbrzycha, Ząbkowic Śląskich i okolic.
- Bezpłatny Tygodnik DB 2010 ukazuje się od 5 lipca 2010 r. w każdy czwartek w nakładzie 15000 egzemplarzy tygodniowo. Gazeta jest kolportowana w głównych ciągach komunikacyjnych Wałbrzycha, a także w 120 punktach we wszystkich gminach powiatu wałbrzyskiego, tj. Jedlina-Zdrój, Głuszyca, Walim, Zagórze Śląskie, Mieroszów, Unisław, Boguszów Gorce, Stare Bogaczowice oraz Świebodzice (powiat świdnicki).
- Humanistyczna Jazda – Niezależna Gazeta Studencka
  - Pierwsza niezależna, tworzona przez i dla studentów gazeta wydawana w murach Państwowej Wyższej Szkoły Zawodowej w Wałbrzychu. porusza tematy ważna dla młodych ludzi, dostarcza informacji i rozrywki.
- Wałbrzyski Informator Kulturalny
- Tygodnik 30 minut
  - Pierwszy bezpłatny tygodnik informacyjny w powiecie wałbrzyskim. Pierwszy numer tygodnika ukazał się 6 grudnia 2002 roku. Gazeta wydawana jest w piątki w nakładzie 16000 egzemplarzy. Kolportowana jest na głównych ciągach komunikacyjnych w Wałbrzychu. W prenumeracie dostarczana jest do ponad 1000 czytelników. Od września 2011 r. wydawana również w Świdnicy.

## Telewizja
- Telewizja Dami Wałbrzych[4]
- Telewizja Wałbrzych[5]
- Telewizja Kablowa Podgórze[6] firma powstała w 1984 roku.

- Telewizja Kablowa UPC
- Telewizja Kablowa Vectra S.A.
- Telewizja Twoja
- Telewizja Regionalna – pierwsza wałbrzyska telewizja internetowa. Regionalna TV rozpoczęła swoją działalność w grudniu 2008 roku. Stacja ma charakter interaktywny i aspiracje aby działać jako lokalna telewizja obywatelska przy tworzeniu której aktywny udział mieć będą mieszkańcy Wałbrzycha. (projekt nie jest rozwijany od listopada 2013)
- TV Zamkowa
- BreakTV – telewizja młodzieżowa[7][8][9]

## Internet
- Dziennik Wałbrzych – Wałbrzyski Portal Informacyjny[10]
- Nasz Wałbrzych – portal miejski[11]
- Wiadomości Wałbrzyskie – portal informacyjny[12]
- Walbrzyszek.com[13]
- walbrzych24.com[14]